# ایستگاه به ایستگاه
ایستگاه به ایستگاه (انگلیسی: Station to Station) دهمین آلبوم استودیویی دیوید بویی، موسیقی‌دان انگلیسی، است که در ۲۳ ژانویهٔ ۱۹۷۶ از طریق آرسی‌ای رکوردز منتشر شد. این آلبوم که به‌عنوان یکی از برجسته‌ترین آثار او محسوب می‌شود، نمایانگر شخصیت بویی بر روی صحنه، یعنی دوک سفید لاغر بود. ایستگاه به ایستگاه به‌دست بویی و هری مزلین تهیه شد و ضبط آن عمدتاً در استودیوهای چروکی در لس آنجلس، کالیفرنیا در اواخر ۱۹۷۵ پس از اینکه بویی فیلم‌برداری مردی که به زمین سقوط کرد را تکمیل کرد، به طول انجامید؛ طرح روی جلد تصویری از بویی در این فیلم است. در طول جلسات ضبط، بویی به مواد مخدر به‌خصوص کوکائین وابسته بود و بعداً گفت که تقریباً هیچ‌چیز از مراحل تولید را به خاطر نمی‌آورد.
موفقیت تجاری آلبوم قبلی بویی، آمریکایی‌های جوان (۱۹۷۵)، به او آزادی بیشتری را هنگام شروع به ضبط آلبوم بعدی می‌داد. جلسات ضبط آلبوم ترکیبی از گیتاریست کارلوس آلومار، بیسیست جورج موری و نوازندهٔ درام دنیس دیویس را تشکیل داد که بویی تا پایان دهه از مشارکت آن‌ها بهره برد، و نیز شامل مشارکت‌های گیتاریست ارل اسلیک و پیانیست روی بیتان بود. از لحاظ موسیقایی، ایستگاه به ایستگاه آلبومی در حال گذار برای بویی بود که فانک و سول آلبوم جوانان آمریکایی را گسترش می‌داد و در عین حال مسیر جدیدی را ارائه می‌داد که متأثر از موسیقی الکترونیک و ژانر موسیقی آلمانی کراوت‌راک، به‌ویژه گروه‌هایی مانند نئو! و کرافت‌ورک بود. اشعار آلبوم مشغله‌های ذهنی بویی با فریدریش نیچه، آلیستر کراولی، اساطیر و مذهب را به تصویر کشید.
ایستگاه به ایستگاه با تک‌آهنگ «سال‌های طلایی» معرفی شد و با موفقیتی تجاری همراه بود که به جایگاه پنج آلبوم برتر جدول‌های فروش موسیقی بریتانیا و ایالات متحده رسید. بویی پس از لغو ساخت موسیقی متن مردی که به زمین سقوط کرد، در اوایل ۱۹۷۶ این آلبوم را با برگزاری تور ایزولار تبلیغ کرد که در طی آن با اظهاراتی که حاکی از حمایت از فاشیسم بود، مورد جنجال قرار گرفت. در پایان تور، او به اروپا نقل مکان کرد تا خود را از فرهنگ مواد مخدری لس آنجلس دور کند. سبک‌هایی که در ایستگاه به ایستگاه مورد بررسی و آزمایش قرار گرفتند، در طول سه سال بعد در برخی از تحسین‌برانگیزترین آثار بویی با سه‌گانه برلین به اوج خود رسید. در حالی که این آلبوم در زمان انتشار با استقبال مثبت منتقدان موسیقی مواجه شد، نام آن در چندین فهرست از برترین آلبوم‌های تمام ادوار قرار گرفته‌است. نسخه‌های مجدد این آلبوم چند بار منتشر شده‌است و در سال ۲۰۱۶ به‌عنوان بخشی از مجموعه حالا من چه کسی می‌توانم باشم؟ (۱۹۷۴–۱۹۷۶) بازسازی شد.